# Cindy Noble
Cindy Jo Noble (Clarksburg, 14 november 1958) is een voormalig Amerikaans basketbalspeelster. Zij won met het Amerikaans basketbalteam de gouden medaille tijdens de Olympische Zomerspelen 1984.
Noble speelde voor het team van de University of Tennessee, voordat ze in Italië en Japan ging spelen voor drie seizoenen. 
Tijdens de Olympische Zomerspelen 1984 in Los Angeles won ze olympisch goud door Zuid-Korea te verslaan in de finale met 85-55. Noble was goed voor 10 punten tijdens de finale. Ook won ze zilver met het nationale team het Wereldkampioenschap basketbal 1983 in Brazilië.
Na haar carrière als speler werd zij basketbalcoach. In 2000 werd Noble toegevoegd aan de Women’s Basketball Hall of Fame.